# 山崎憲晴
山崎 憲晴（やまざき のりはる、1986年12月13日 - ）は、静岡県富士市出身の元プロ野球選手（内野手）。右投右打。現在は阪神タイガースの二軍内野守備走塁コーチ。所属事務所はトラロックエンターテインメント。

## 経歴

### プロ入り前
小学校3年生から野球を始め、富士シニアでプレーしていた。
埼玉栄高等学校時代には、2年時の秋季関東大会でベスト8まで進んだことが最高成績で、春夏ともに阪神甲子園球場の全国大会へ出場できなかった。その一方で、2学年先輩に星野真澄、2学年後輩に木村文紀がいた。
横浜商科大学への進学後は、1年時の春からレギュラーに定着。職人肌の守備とシュアな打撃が評価され、2・3年と大学日本代表に選出された。2006年の日米大学野球選手権大会では2ラン本塁打を放つなど、実績を残した。4年生から主将としてチームを牽引し、神奈川大学野球連盟での15季ぶりの優勝に貢献した。リーグ戦通算310打数98安打、打率.316、4本塁打、50打点。首位打者を2度（2年春、4年春）、最優秀選手1度、ベストナインに4度選ばれた。大学では早稲田大学の上本博紀をライバルとしていた。
2008年のNPBドラフト会議で、横浜ベイスターズから3巡目で指名。契約金6500万円、年俸1000万円（金額は推定）という条件で入団した。背番号は0。

### 横浜・DeNA時代

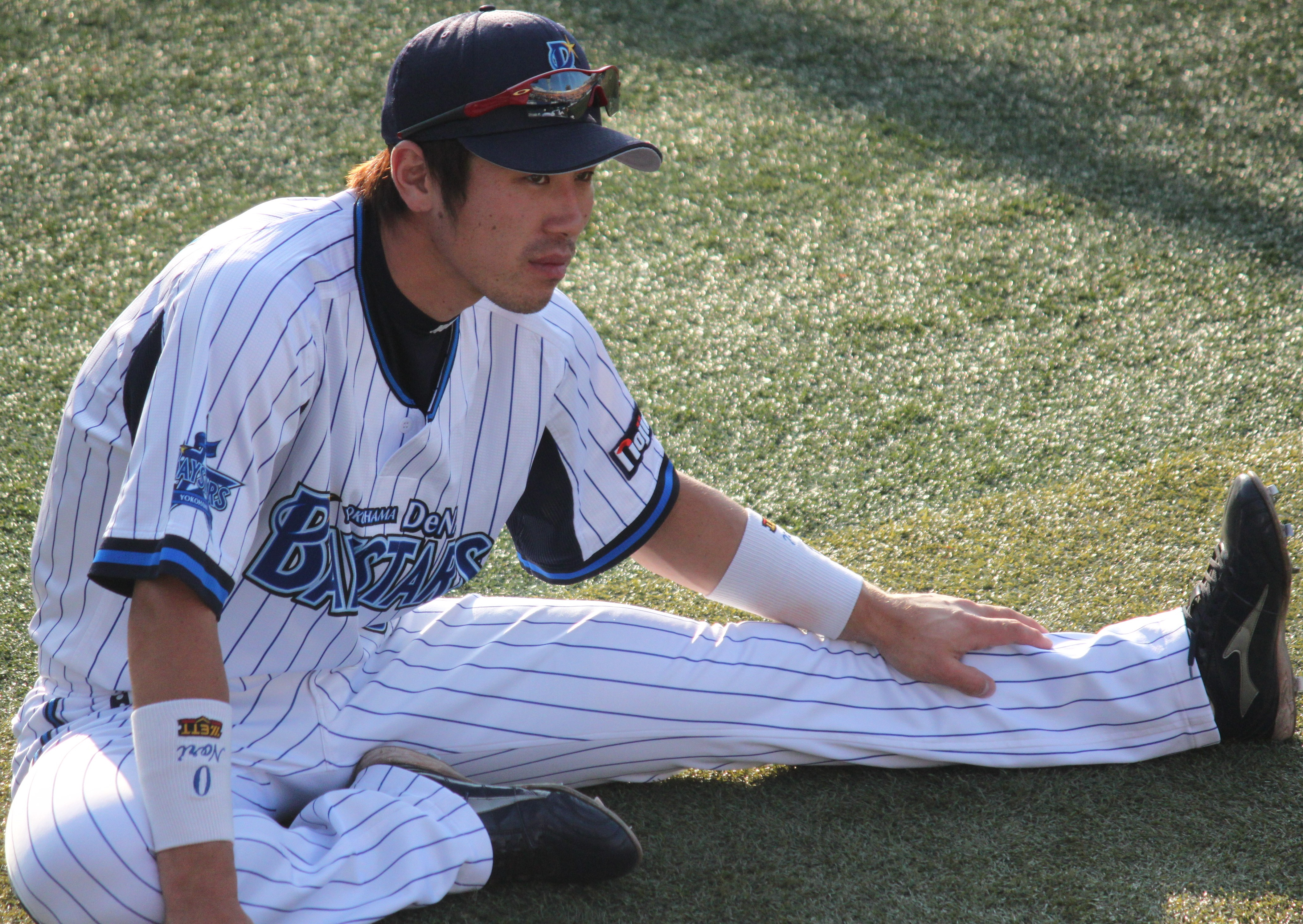
DeNA時代（2013年8月18日、横浜スタジアム）

2009年には、オープン戦で主に遊撃手として起用。好調な打撃を買われて、同期入団の松本啓二朗とともに開幕一軍入りを果たした。4月3日には、中日ドラゴンズとの開幕戦（ナゴヤドーム）で、松本と揃ってスタメンに起用。横浜で複数の新人選手が一軍のレギュラーシーズン開幕戦にスタメンで起用されたのは、1959年（大洋ホエールズ時代）の麻生実男・桑田武・金光秀憲以来50年ぶりだった。チームは打線全体で5安打しか放てなかったが、日本代表として出場した第2回ワールド・ベースボール・クラシック期間中の故障によって開幕に間に合わなかった主砲・村田修一の代役扱いながら、「8番・三塁手」として出場した山崎は3安打を記録。NPB球団の新人選手としては史上10人目の一軍開幕戦猛打賞を達成した。村田は開幕16試合目から一軍へ合流したが、山崎は合流するまでの15試合中10試合でスタメンに起用。村田合流後の公式戦にも主に代走や内野の守備要員として起用されたため、一軍公式戦への出場は69試合にのぼった。8月13日の対東京ヤクルトスワローズ戦（明治神宮野球場）では、9回表の打席で一軍公式戦初本塁打を放っている。
2010年には、一軍公式戦49試合へ出場。代走や守備固めが中心だったため、通算の打席数は36打席で、前年の128打席から4分の1程度にまで減少した。
2011年には、一軍公式戦21試合へ出場。イースタン・リーグ公式戦では、93試合の出場で最終規定打席へ到達したものの、打率（.197）は規定打席到達30人中の最下位だった。
2012年には、イースタン・リーグ公式戦65試合の出場で、規定打席不足ながら4本塁打、打率.273と復調。しかし、一軍公式戦には18試合の出場にとどまった。
2013年には、内野の全ポジションと捕手をこなせるユーティリティプレイヤー（詳細後述）として、一軍公式戦115試合に出場。一軍公式戦では捕手としてマスクを被る機会はなかったものの、9月3日の対阪神タイガース戦（横浜スタジアム）に「2番・一塁手」として起用するなど、内野の全ポジションでスタメン出場を果たした。また、打撃面でも過去最高の打率.249を記録。5月18日の対北海道日本ハムファイターズ戦（横浜）では、チームの勝利につながる逆転二塁打を放ったことから、試合後にプロ入り後初めてヒーローインタビューを受けた。
2014年には、一軍公式戦の開幕から遊撃のレギュラーを白崎浩之と争った末に、正遊撃手へ定着。一軍公式戦全体では、前年に続いて115試合に出場した。打率は.239で前年を下回ったが、安打数は自己最多の74安打で、セントラル・リーグ3位の38犠打も記録した。
2015年には、極度の打撃不振に陥った影響で、正遊撃手の座を新人の倉本寿彦や白崎に奪われた。一軍公式戦への出場は25試合どまりで、代走や守備固めとしての起用が再び増えた。このため、シーズン終了後には肉体改造へ着手。体重を人生最多の86kgまで増やすなど、パワーアップを図った。
2016年には、2月5日に、二軍嘉手納キャンプでの練習中に左膝を負傷。後に左膝内側側副靱帯断裂で「全治1年」という診断を受けたため、2月25日に靱帯再建の手術を受けた。シーズンの大半を患部のリハビリに費やしたため、プロ入り後初めて一軍公式戦へ出場できなかったが、シーズン終盤にイースタン・リーグの公式戦で実戦に復帰すると本塁打を放った。
2017年には、東京ヤクルトスワローズから移籍したベテラン・田中浩康や、入団2年目の柴田竜拓が一軍で二塁手として活躍。倉本も正遊撃手の座を維持したため、山崎は2年連続で一軍公式戦へ出場できず、10月5日に球団から戦力外通告を受けた。しかし、NPB他球団での現役続行を希望していたことから、11月15日には12球団合同トライアウト（マツダスタジアム）へ参加した。シートバッティング形式で4人の投手と対戦したところ、大隣憲司から二塁打を放つなど、2安打を記録した。

### 阪神時代
12球団合同トライアウトの結果を受けて、2017年11月27日に、阪神タイガースが山崎の入団を発表した。背番号は32で、大学時代のライバルだった上本とチームメイトになった。
阪神では、2017年のレギュラーシーズン中盤から遊撃のレギュラーに定着していた大和が、シーズン終了後に国内FA権を行使。二遊間を守れる他の内野手にもシーズン終盤から故障が相次いだことから、大和が他球団へ移籍することを想定したうえで、山崎の獲得に踏み切った。結局、大和は山崎と入れ替わる格好で、山崎の阪神入団後にDeNAへ移籍している。
2018年、春季キャンプを二軍で過ごしながら、オープン戦で12打数7安打1打点という好成績を残したことを背景に、開幕一軍入りを果たした。4月7日の対中日戦（京セラドーム大阪）で3年振りの一軍公式戦出場を果たすと、同月14日の対ヤクルト戦（阪神甲子園球場）では、「2番・二塁手」として移籍後初めてスタメンに起用された。5月27日の対読売ジャイアンツ戦（甲子園）では、守備固めとしての途中出場から迎えた打席で、移籍後初安打・初打点を記録している。7月上旬以降は一軍から遠ざかったものの、一軍公式戦全体では、32試合の出場で打率.222、2打点、3得点をマーク。DeNA時代から一転して、一塁の守備固めに起用されることが多く、一塁以外の守備に就いた試合は上記の対ヤクルト戦だけだった。
2019年、レギュラーシーズン開幕直後の4月7日に出場選手登録を果たしたが、一軍公式戦には2試合の出場で、1打席に立っただけだった。10月2日に球団から戦力外通告を受けたことを機に、現役を引退。

### 引退後
2020年からは、阪神球団の職員としてスコアラーに転身。2022年まで同職を務め、2023年からは現場に復帰し、二軍打撃コーチを務める。背番号は75。
2025年からは二軍内野守備走塁コーチに配置転換される。

## 選手としての特徴

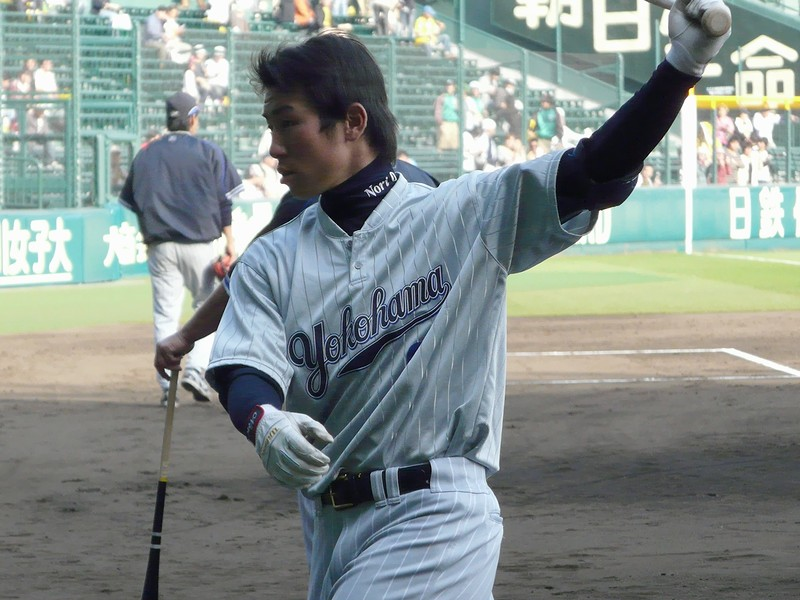
打撃練習を行う山崎
（横浜時代の2010年、阪神甲子園球場）

50m走で最速6.0秒を記録した俊足と、遠投で110mを投げる強肩の持ち主。守備面では、連携プレーやスローイングに定評があるほか、内野の全ポジションを高いレベルでこなせるユーティリティープレイヤーである。横浜・DeNA時代には一時正遊撃手の座を確保していた時期もあったが、試合終盤での代走や、リード時の守備要員として起用されることが多かった。阪神へ移籍した2018年の一軍公式戦では、二遊間を守れる内野手を多く登録しているチーム事情などを背景に、守備固めとして試合の終盤で一塁の守備に就く機会が多い。
高校時代に1年間捕手を経験したことから、DeNA時代の2013年には、捕手としてイースタン・リーグ公式戦1試合でマスクを被った。当時の一軍監督・中畑清が一軍で捕手2人制を採っていたことを背景に、緊急措置を想定したことによる起用で、中畑からは「『本職じゃないの』っていうくらい（捕手としての守備が）板に付いていた。本当のユーティリティープレイヤー」と評されている。

## 人物
中学3年時の2月、ネフローゼ症候群を発症していたことが発覚し入院。中学校の卒業式当日には退院したが、高校入学後半年間はグラウンドに立つことも不可能だった。秋から野球を再開することを許可され、それから野球に打ち込むうちにいつの間にか病気は完治し、その後も再発していないという。
プロ入り2年目の2010年3月8日に、13歳年上の女性との結婚を発表した。
5歳下の弟・珠嗣（みつぐ）は埼玉栄高から3年時に野球部監督・コーチの転任を追いかけて地元・吉原商高に転校（横浜商大が兄同様に面倒を見るという話ができていたこともあり、甲子園出場より高校卒業後のプレーを見据えた選択だったという）、横浜商大卒業後はJX-ENEOSに加入している。
DeNAの正遊撃手だった2014年には、ユリエスキ・グリエルと二遊間を組んでいた。グリエルの母国・キューバがスペイン語圏に当たることから、山崎もグリエルとの連係プレーや日常会話に必要なスペイン語を短期間でマスター。2017年のシーズン終了後に移籍した阪神では、スペイン語圏のドミニカ共和国出身選手（マルコス・マテオやラファエル・ドリス）が在籍していることから、入団記者会見でスペイン語によるマテオやドリスとのコミュニケーションにも意欲を示した。
阪神時代の2019年10月6日（日曜日）には、tvkで行われたクライマックスシリーズ ファーストステージ中継にゲスト出演。
山崎の応援歌は応援団が既に新曲発表済だったにもかかわらず、オープン戦の成績を考慮して急遽作成した。

## 詳細情報

### 年度別打撃成績
| 年 度     | 球 団     | 試 合 | 打 席 | 打 数 | 得 点 | 安 打 | 二 塁 打 | 三 塁 打 | 本 塁 打 | 塁 打 | 打 点 | 盗 塁 | 盗 塁 死 | 犠 打 | 犠 飛 | 四 球 | 敬 遠 | 死 球 | 三 振 | 併 殺 打 | 打 率 | 出 塁 率 | 長 打 率 | O P S |
| --------- | --------- | ----- | ----- | ----- | ----- | ----- | -------- | -------- | -------- | ----- | ----- | ----- | -------- | ----- | ----- | ----- | ----- | ----- | ----- | -------- | ----- | -------- | -------- | ----- |
| 2009      | 横浜 DeNA | 69    | 128   | 107   | 12    | 20    | 1        | 0        | 1        | 24    | 8     | 2     | 0        | 8     | 0     | 12    | 0     | 1     | 36    | 0        | .187  | .275     | .224     | .499  |
| 2010      | 横浜 DeNA | 49    | 36    | 35    | 6     | 6     | 2        | 0        | 0        | 8     | 2     | 0     | 0        | 0     | 0     | 1     | 0     | 0     | 9     | 0        | .171  | .194     | .229     | .423  |
| 2011      | 横浜 DeNA | 21    | 41    | 38    | 1     | 4     | 0        | 0        | 0        | 4     | 1     | 0     | 1        | 1     | 0     | 2     | 0     | 0     | 14    | 1        | .105  | .150     | .105     | .255  |
| 2012      | 横浜 DeNA | 18    | 30    | 28    | 4     | 5     | 0        | 1        | 0        | 7     | 0     | 0     | 0        | 1     | 0     | 1     | 0     | 0     | 7     | 1        | .179  | .207     | .250     | .457  |
| 2013      | 横浜 DeNA | 115   | 279   | 237   | 39    | 59    | 13       | 1        | 3        | 83    | 23    | 1     | 3        | 25    | 0     | 13    | 0     | 4     | 53    | 8        | .249  | .299     | .350     | .649  |
| 2014      | 横浜 DeNA | 115   | 374   | 309   | 36    | 74    | 9        | 1        | 2        | 91    | 20    | 2     | 2        | 38    | 2     | 19    | 0     | 6     | 64    | 4        | .239  | .295     | .294     | .589  |
| 2015      | 横浜 DeNA | 25    | 34    | 29    | 4     | 3     | 1        | 0        | 0        | 4     | 2     | 2     | 0        | 2     | 0     | 3     | 0     | 0     | 12    | 0        | .103  | .188     | .138     | .325  |
| 2018      | 阪神      | 32    | 22    | 18    | 3     | 4     | 1        | 0        | 0        | 5     | 2     | 0     | 0        | 3     | 0     | 1     | 0     | 0     | 4     | 0        | .222  | .263     | .278     | .541  |
| 2019      | 阪神      | 2     | 1     | 1     | 0     | 0     | 0        | 0        | 0        | 0     | 0     | 0     | 0        | 0     | 0     | 0     | 0     | 0     | 1     | 0        | .000  | .000     | .000     | .000  |
| 通算：9年 | 通算：9年 | 446   | 945   | 802   | 105   | 175   | 27       | 3        | 6        | 226   | 58    | 7     | 6        | 78    | 2     | 52    | 0     | 11    | 200   | 14       | .218  | .275     | .282     | .556  |

- 横浜（横浜ベイスターズ）は、2012年にDeNA（横浜DeNAベイスターズ）に球団名を変更

### 年度別守備成績
| 年 度 | 一塁  | 一塁  | 一塁  | 一塁  | 一塁  | 一塁     | 二塁  | 二塁  | 二塁  | 二塁  | 二塁  | 二塁     | 三塁  | 三塁  | 三塁  | 三塁  | 三塁  | 三塁     | 遊撃  | 遊撃  | 遊撃  | 遊撃  | 遊撃  | 遊撃     |
| 年 度 | 試 合 | 刺 殺 | 補 殺 | 失 策 | 併 殺 | 守 備 率 | 試 合 | 刺 殺 | 補 殺 | 失 策 | 併 殺 | 守 備 率 | 試 合 | 刺 殺 | 補 殺 | 失 策 | 併 殺 | 守 備 率 | 試 合 | 刺 殺 | 補 殺 | 失 策 | 併 殺 | 守 備 率 |
| ----- | ----- | ----- | ----- | ----- | ----- | -------- | ----- | ----- | ----- | ----- | ----- | -------- | ----- | ----- | ----- | ----- | ----- | -------- | ----- | ----- | ----- | ----- | ----- | -------- |
| 2009  | -     | -     | -     | -     | -     | -        | 20    | 34    | 54    | 2     | 15    | .978     | 41    | 12    | 30    | 2     | 2     | .955     | 5     | 6     | 11    | 2     | 1     | .895     |
| 2010  | 9     | 6     | 3     | 0     | 2     | 1.000    | 24    | 17    | 28    | 0     | 3     | 1.000    | 4     | 0     | 0     | 0     | 0     | .---     | -     | -     | -     | -     | -     | -        |
| 2011  | 1     | 1     | 0     | 0     | 0     | 1.000    | 11    | 20    | 41    | 3     | 8     | .953     | 1     | 0     | 0     | 0     | 0     | .---     | 1     | 0     | 0     | 0     | 0     | .---     |
| 2012  | 3     | 2     | 0     | 0     | 0     | 1.000    | 4     | 8     | 7     | 0     | 2     | 1.000    | 6     | 1     | 0     | 0     | 0     | 1.000    | 5     | 6     | 12    | 0     | 3     | 1.000    |
| 2013  | 33    | 74    | 7     | 0     | 5     | 1.000    | 13    | 20    | 21    | 0     | 4     | 1.000    | 27    | 4     | 13    | 0     | 0     | 1.000    | 44    | 58    | 124   | 1     | 25    | .995     |
| 2014  | 4     | 3     | 0     | 0     | 0     | 1.000    | 6     | 4     | 5     | 0     | 1     | 1.000    | 7     | 0     | 1     | 0     | 0     | 1.000    | 102   | 162   | 280   | 12    | 61    | .974     |
| 2015  | 1     | 1     | 0     | 0     | 0     | 1.000    | 9     | 9     | 11    | 0     | 1     | 1.000    | 8     | 0     | 2     | 0     | 0     | 1.000    | 6     | 4     | 13    | 0     | 2     | 1.000    |
| 2018  | 25    | 47    | 3     | 1     | 4     | .980     | 1     | 2     | 2     | 0     | 0     | 1.000    | -     | -     | -     | -     | -     | -        | -     | -     | -     | -     | -     | -        |
| 2019  | 1     | 0     | 0     | 0     | 0     | .---     | -     | -     | -     | -     | -     | -        | -     | -     | -     | -     | -     | -        | -     | -     | -     | -     | -     | -        |
| 通算  | 77    | 134   | 13    | 1     | 11    | .993     | 88    | 114   | 169   | 5     | 34    | .983     | 94    | 17    | 46    | 2     | 2     | .969     | 163   | 236   | 440   | 15    | 92    | .978     |

### 記録
初記録
- 初出場・初先発出場：2009年4月3日、対中日ドラゴンズ1回戦（ナゴヤドーム）、8番・三塁手で先発出場
- 初打席・初安打：同上、3回表に浅尾拓也から中前安打
- 初打点：2009年4月16日、対広島東洋カープ3回戦（MAZDA Zoom-Zoom スタジアム広島）、6回表に長谷川昌幸から二塁ゴロの間に記録
- 初本塁打：2009年8月13日、対東京ヤクルトスワローズ16回戦（明治神宮野球場）、9回表に鎌田祐哉から左越3ラン
- 初盗塁：2009年8月25日、対阪神タイガース16回戦（横浜スタジアム）、6回裏に二盗（投手：安藤優也、捕手：矢野輝弘）

その他の記録
- 1試合4犠打：2014年7月21日、対中日ドラゴンズ11回戦（横浜スタジアム） ※史上9人目（日本タイ記録）

### 背番号
- 0（2009年 - 2017年）
- 32（2018年 - 2019年）
- 75（2023年 - ）

### 登場曲
- 「Burning Love」 - Che' Nelle （奇数打席）
- 「Wild Wild Love」 - Pitbull ft GRL （偶数打席）
- 「Tweedia」 - 安田レイ
- 「Wherever You Are」 - ONE OK ROCK
- 「Cut To The Feeling」 - Carly Rae Jepsen （2018年）
- 「僕のこと」 - Mrs. GREEN APPLE （2019年）